# Petr Pála
Petr Pála, né le 2 octobre 1975 à Prague, est un joueur de tennis tchèque.

## Palmarès

### Titres en double messieurs
| No | Date       | Nom et lieu du tournoi                           | Catégorie   | Dotation  | Surface      | Partenaire      | Finalistes                     | Score             |          |
| -- | ---------- | ------------------------------------------------ | ----------- | --------- | ------------ | --------------- | ------------------------------ | ----------------- | -------- |
| 1  | 21-05-2001 | International Raiffeisen Grand Prix Sankt Pölten | Int' Series | 400 000 $ | Terre (ext.) | David Rikl      | Jaime Oncins Daniel Orsanic    | 6-3, 5-7, 7-5     | Parcours |
| 2  | 20-05-2002 | International Raiffeisen Grand Prix Sankt Pölten | Int' Series | 356 000 $ | Terre (ext.) | David Rikl      | Mike Bryan Michael Hill        | 7-5, 6-4          | Parcours |
| 3  | 17-05-2004 | International Raiffeisen Grand Prix Sankt Pölten | Int' Series | 355 000 $ | Terre (ext.) | Mariano Hood    | Tomáš Cibulec Leoš Friedl      | 3-6, 7-5, 6-4     | Parcours |
| 4  | 25-07-2005 | Croatia Open Umag                                | Int' Series | 375 000 $ | Terre (ext.) | Jiří Novák      | Michal Mertiňák David Škoch    | 6-3, 6-3          | Parcours |
| 5  | 02-01-2006 | Chennai Open Chennai                             | Int' Series | 355 000 $ | Dur (ext.)   | Michal Mertiňák | Prakash Amritraj Rohan Bopanna | 6-2, 7-5          | Parcours |
| 6  | 09-10-2006 | BA-CA Tennis Trophy Vienne                       | Series Gold | 665 000 $ | Dur (int.)   | Pavel Vízner    | Julian Knowle Jürgen Melzer    | 6-4, 3-6, [12-10] | Parcours |
| 7  | 14-07-2008 | Studena Croatia Open Umag                        | Int' Series | 305 000 € | Terre (ext.) | Michal Mertiňák | Carlos Berlocq Fabio Fognini   | 2-6, 6-3, [10-5]  | Parcours |

### Finales en double messieurs
| No | Date       | Nom et lieu du tournoi                       | Catégorie   | Dotation    | Surface      | Vainqueurs                    | Partenaire    | Score               |          |
| -- | ---------- | -------------------------------------------- | ----------- | ----------- | ------------ | ----------------------------- | ------------- | ------------------- | -------- |
| 1  | 09-08-1999 | Tournoi de tennis de Saint-Marin Saint-Marin | Int' Series | 275 000 $   | Terre (ext.) | Lucas Arnold Ker Mariano Hood | Pavel Vízner  | 6-3, 6-2            | Parcours |
| 2  | 16-10-2000 | Heineken Open Shanghai                       | Int' Series | 350 000 $   | Dur (ext.)   | Paul Haarhuis Sjeng Schalken  | Pavel Vízner  | 6-2, 3-6, 6-4       |          |
| 3  | 20-11-2000 | Scania Stockholm Open Stockholm              | Int' Series | 775 000 $   | Dur (int.)   | Mark Knowles Daniel Nestor    | Pavel Vízner  | 6-3, 6-2            |          |
| 4  | 19-02-2001 | ABN AMRO World Tennis Tournament Rotterdam   | Series Gold | 750 000 $   | Dur (int.)   | Jonas Björkman Roger Federer  | Pavel Vízner  | 6-3, 6-0            | Parcours |
| 5  | 28-05-2001 | Roland-Garros Paris                          | G. Chelem   | 4 700 806 $ | Terre (ext.) | Mahesh Bhupathi Leander Paes  | Pavel Vízner  | 7-6, 6-3            | Parcours |
| 6  | 12-11-2001 | Tennis Masters Cup Sydney                    | Masters     | 3 700 000 $ | Dur (int.)   | Ellis Ferreira Rick Leach     | Pavel Vízner  | 6-7, 7-62, 6-4, 6-4 | Parcours |
| 7  | 29-04-2002 | BMW Open Munich                              | Int' Series | 356 000 $   | Terre (ext.) | Petr Luxa Radek Štěpánek      | Pavel Vízner  | 6-0, 64-7, [11-9]   | Parcours |
| 8  | 19-08-2002 | TD Waterhouse Hamlet Cup Long Island         | Int' Series | 455 000 $   | Dur (ext.)   | Mahesh Bhupathi Mike Bryan    | Pavel Vízner  | 6-3, 6-4            |          |
| 9  | 07-06-2004 | Gerry Weber Open Halle (Westf.)              | Int' Series | 767 000 $   | Gazon (ext.) | Leander Paes David Rikl       | Tomáš Cibulec | 6-2, 7-5            | Parcours |
| 10 | 04-10-2004 | AIG Japan Open Tennis Championships Tokyo    | Series Gold | 665 000 $   | Dur (ext.)   | Jared Palmer Pavel Vízner     | Jiří Novák    | 5-1, ab.            | Parcours |

## Parcours dans les tournois duGrand Chelem

### En simple
N'a jamais participé à un tableau final.

### En double
| Année | Open d'Australie            | Open d'Australie          | Internationaux de France    | Internationaux de France | Wimbledon                    | Wimbledon                 | US Open                       | US Open                   |
| ----- | --------------------------- | ------------------------- | --------------------------- | ------------------------ | ---------------------------- | ------------------------- | ----------------------------- | ------------------------- |
| 1996  | —                           | —                         | —                           | —                        | 1/8 de finale P. Vízner      | G. Forget J. Hlasek       | 1er tour (1/32) P. Vízner     | G. Forget J. Hlasek       |
| 1997  | —                           | —                         | —                           | —                        | —                            | —                         | —                             | —                         |
| 1998  | —                           | —                         | —                           | —                        | —                            | —                         | —                             | —                         |
| 1999  | —                           | —                         | —                           | —                        | —                            | —                         | 1er tour (1/32) P. Vízner     | M. Barnard T. Middleton   |
| 2000  | 1er tour (1/32) P. Vízner   | A. O'Brien J. Palmer      | 2e tour (1/16) P. Vízner    | T. Carbonell M. García   | 2e tour (1/16) P. Vízner     | J. Novák D. Rikl          | 1er tour (1/32) P. Vízner     | J. Blake K. Kim           |
| 2001  | 2e tour (1/16) P. Vízner    | J. Eagle A. Florent       | Finale P. Vízner            | M. Bhupathi L. Paes      | 1/4 de finale P. Vízner      | M. Mirnyi V. Voltchkov    | 1/8 de finale P. Vízner       | M. Knowles B. MacPhie     |
| 2002  | 1/8 de finale P. Vízner     | B. Bryan M. Bryan         | 1er tour (1/32) P. Vízner   | D. Adams A. Pavel        | 1er tour (1/32) P. Vízner    | P. Haarhuis I. Kafelnikov | 2e tour (1/16) P. Vízner      | P. Haarhuis I. Kafelnikov |
| 2003  | 1er tour (1/32) P. Vízner   | R. Durek A. Jones         | 1er tour (1/32) D. Prinosil | M. Bertolini S. Prieto   | 1er tour (1/32) M. Bertolini | D. Johnson N. Zimonjić    | 2e tour (1/16) R. Koenig      | S. Prieto J. Thomas       |
| 2004  | 1/8 de finale R. Koenig     | B. Bryan M. Bryan         | 2e tour (1/16) T. Cibulec   | Y. Allegro M. Kohlmann   | 1er tour (1/32) T. Cibulec   | X. Malisse O. Rochus      | 1er tour (1/32) C. Haggard    | R. Nadal T. Robredo       |
| 2005  | 1er tour (1/32) J. Knowle   | G. Galimberti F. Volandri | 1er tour (1/32) J. Novák    | M. Damm M. Hood          | 1er tour (1/32) J. Novák     | J. Hernych T. Zíb         | 1er tour (1/32) L. Arnold Ker | J. Palmer T. Parrott      |
| 2006  | 1er tour (1/32) T. Cibulec  | R. Lindstedt J. Nieminen  | 2e tour (1/16) R. Vik       | A. Peya B. Phau          | 2e tour (1/16) M. Mertiňák   | B. Bryan M. Bryan         | 1er tour (1/32) R. Vik        | M. Damm L. Paes           |
| 2007  | 2e tour (1/16) M. Mertiňák  | P. Hanley K. Ullyett      | 2e tour (1/16) M. Mertiňák  | A. Clément M. Llodra     | 1/8 de finale Be. Becker     | H. Levy R. Ram            | 2e tour (1/16) M. Mertiňák    | B. Bryan M. Bryan         |
| 2008  | 1er tour (1/32) M. Vassallo | R. De Voest C. Haggard    | 1er tour (1/32) I. Ljubičić | S. Lipsky D. Martin      | 1/8 de finale I. Zelenay     | M. Granollers S. Ventura  | —                             | —                         |

N.B. : le nom du ou de la partenaire se trouve sous le résultat ; le nom des ultimes adversaires se trouve à droite.

## Participation aux Masters

### En double
| Année | Ville     | Surface  | Partenaire   | Résultats | Résultat final |
| ----- | --------- | -------- | ------------ | --------- | -------------- |
| 2001  | Bangalore | Dur ext. | Pavel Vízner | 3v, 2d    | Finaliste      |